# Pure and crooked
Pure and crooked is een studioalbum van Iain Matthews. Het is zijn eerste album na zijn terugkeer in de muziekwereld, dat ook eigen materiaal bevat. Het is tevens het eerste album dat verscheen onder zijn nieuwe voornaam Iain. Het album is opgenomen onder leiding van Mark Hallman, die ook een behoorlijk deel van de muziek voor zijn rekening nam. Plaats van opname was de Congress House Studio, Austin (Texas),  in oktober 1989. 

## Musici
- Iain Matthews – zang, akoestische gitaar
- Mark Hallman – gitaar, toetsinstrumenten, elektronisch slagwerk
- Bradley Kopp – gitaar
- Kevin Conway – slagwerk

met
- Ted Sweeby – basgitaar op Rains of ’62, Out of my range
- Chris Vreeland – basgitaar op Like dominos, Bridge of Cherokee
- Scott Neubert - dobro, slide guitar

## Muziek
| Nr. | Titel                                           | Duur |
| --- | ----------------------------------------------- | ---- |
| 1.  | Like dominoes (Matthews)                        | 3:53 |
| 2.  | Mercy Street (Peter Gabriel)                    | 4:10 |
| 3.  | A hardly innocent mind (David Surkamp, Rayburn) | 5:12 |
| 4.  | New shirt (Matthews)                            | 3:51 |
| 5.  | Bridge of Cherokee (Matthews)                   | 4:22 |
| 6.  | Busbys babes (Matthews)                         | 2:04 |
| 7.  | Rains of '62 (Matthews)                         | 4:29 |
| 8.  | Say no more (David Perkins)                     | 4:44 |
| 9.  | Perfect timing (Matthews, Hallman)              | 4:31 |
| 10. | Out of my range (Matthews)                      | 3:09 |
| 11. | This town’s no lady (Matthews)                  | 3:50 |

De heruitgave in 1994 bevatte 5 extra tracks: Drive, Voices, I don’t want talk about it, Wings en O’Connell Street revisited.